# Wolstonian
Het Wolstonian is de naam van een glaciaal tijdperk op de Britse Eilanden, dat overeenkomt met het Saalien in Noord-Europa. De naam komt van Wolston in het Engelse county Warwickshire, waar afzettingen uit dit tijdperk voor het eerst als zodanig werden herkend.
Het Wolstonian is behalve met het Saalien ook gecorreleerd met het Noord-Amerikaanse Illinoian, het Centraal-Europese Riss, het Noord-Russische Moskovian en het Oekraïens-Zuid-Russische Dnieper Glaciaal. Het Wolstonian volgt op een onbenoemd interglaciaal uit het late Midden Pleistoceen dat wordt gecorreleerd met 'marine isotope stage' 7 en wordt opgevolgd door het Ipswichian (het Britse equivalent van het Eemien).